# Kibara microphylla
Kibara microphylla är en tvåhjärtbladig växtart som beskrevs av Janet Russell Perkins. Kibara microphylla ingår i släktet Kibara och familjen Monimiaceae. Inga underarter finns listade i Catalogue of Life.